# Frances Reid
Frances Reid, född 9 december 1914 i Wichita Falls, Texas, död 3 februari 2010, var en amerikansk skådespelare.
Reid växte upp i Berkeley, Kalifornien. Hon var mest känd som Alice Horton, familjens överhuvud i tv-såpan Våra bästa år som hon medverkade ifrån starten 1965 till och med 2008.

## Fotnoter
1. 1 2  Internet Broadway Database, Internet Broadway Database person-ID: 57418, läst: 9 oktober 2017.[källa från Wikidata]
2. 1 2  Find a Grave, Find A Grave-ID: 47558216, läs online, läst: 9 oktober 2017.[källa från Wikidata]
3. ↑  läs online, www.soapcentral.com  .[källa från Wikidata]